# Assyrien
Assyrien var i oldtiden et landskab og et kongerige i det nordlige Irak opkaldt efter guden Assur (i Biblen nævnes Assur som navngiver, og på akkadisk kaldes landet for "Assurs land").
Guden Assur var heros eponymos for assyrerne, lige som Athene var bygudinde for Athen. Assur lagde allerede i det 3. årtusinde f.Kr. navn til den gamle assyriske hovedstad Assur. Den ligger på vestbredden af Tigris ca. 110 km syd for byen Mosul. Assur forblev det gamle, religiøse centrum, også efter at Ninive (ved Mosul) blev politisk hovedstad.
Den semitiske befolkning i Assyrien talte en assyrisk dialekt af akkadisk.

## Det assyriske imperium
Assyrien, i Bibelen og i landets gamle Sprog Assur (Ashur, Ashshur) navnet på et oldtidslandskab, der gennemstrømmes af floden Tigris, og som strakte sig omtrent fra 35. til 37. breddegrad.Det beboedes i oldtiden af et folk af den semitiske race om hvis ydre skikkelse lige som om dets sæder, skikke og kulturtrin, vi får rigelig oplysning, dels gennem de talrige billeder fra landets mest blomstrende tid, hvormed mange af de i vore dage af landets mægtige ruinhøje ved udgravninger fremdragne mindesmærker er prydede, dels også af de mange indskrifter, affattede ved hjælp af assyrisk kileskrift, som i det sidste århundrede er kommet for dagens lys. Den gamle hovedstad i Assyrien bar samme navn som landet, lige som også landets øverste gud hed Assur. Foruden hovedstaden fandtes i Assyrien flere andre store byer, af hvilke Ninive, der i rigets sidste århundreder var rigets hovedstad og kongernes sæde, er den mest kendte, Kalah hvis ruiner hedder Nimrod, Arbela og det af Sargon anlagte Dur-sar-ukin, nu Khorsabad og flere andre. Disse byer lå alle øst for Tigris, hvorimod den gamle hovedstad Assur lå vest for floden. Da Assyrien gennem flere århundreder var en stormagt, hvis konger beherskede de fleste strækninger af landene ved Eufrat og Tigris, fra Armeniens bjerge, oftere lige til Den Persiske Havbugt, og da de desuden ofte var herrer over Syrien, regnede grækerne ikke sjældent alle disse lande med til Assyrien.

### Rige råstoffer
Det egentlige Assyrien var et frugtbart land, der havde rigelig regn og gennemstrømmedes af flere floder og vandløb, der kom fra de omgivende bjerge. Det var desuden tidligt blevet godt dyrket og var derfor også hjem for en talrig befolkning. I bjergene fandtes mineraler og metaller, som ligeledes fra gammel tid udnyttedes stærkt af beboerne.

### Befolkningen og dets sprog
Bjergboerne var i den historiske tid nært beslægtede med de syd for dem boende babyloniere og talte i det væsentlige samme sprog som disse nemlig det for længst uddøde semitiske tungemål, som kaldes assyrisk.

### Skriftlige kilder
Det store flertal af de indskrifter (alle i kileskrift), som har overleveret oplysninger om sproget, folket og dets historie, kommer nemlig fra Assyrien, idet de er fremdragne af ruinerne af de store, længst forsvundne byer, som fordum fandtes i Assyrien. For øvrigt er der efterhånden også kommet en ikke ringe mængde indskrifter, også i kileskrift, for dagen i Babylon og omegn, ja også på steder, der lå helt uden for Babylonien, således i Susa (i Persien), i Ægypten (i Tell-el-Amarna), i Lilleasien og så videre, og de har vist sig at være affattede i samme sprog, som med god grund kan kaldes assyrisk. Kun tegnenes form er af og til noget afvigende fra de sædvanlige former, hvilket ikke kan undre, da disse uden for Assyrien fundne kileindskrifter som oftest er århundreder ældre end de assyriske.
Da Babylonien hører til de ældste kulturlande i verden, kan det ikke undre, at befolkningen i Assyrien, hvem ingen naturlig grænse skiller fra Babylonien, lod sig stærkt påvirke af nabolandets høje civilisation. Denne påvirkning har sikkert taget sin begyndelse i en meget tidlig tid, måske allerede ved år 3.000 f.Kr. Vi har positive beviser for, at den har været i fuld gang, førend, den semitiske civilisation fik magten i Babylon, dengang da den gamle kultur, der skyldtes det for længst forsvundne folk, som vi kalder sumerierne, havde overmagten i Babylonien. Der er nemlig ved udgravninger i Kalat Sherkat, det gamle Assur, fundet adskillige brudstykker af statuer og lignende, udført i sumerisk stil, og det i dybt liggende lag, under de lag, i hvilke den semitiske, babylonsk-assyriske stil er eneherskende. Af indledningen til de berømte love, som skyldes kong Hammurabi af Babylon, og af hvilken lovsamling et i assyrisk (babylonsk) affattet eksemplar er indhugget på en basalt-støtte, erfarer man, at de egne, som senere kaldtes Assyrien, således dette lands hovedstad Assur, dengang hørte til Babylons konges rige; endvidere at byerne havde templer lige som Babyloniens byer, og at vistnok i det hele alt her var indrettet efter babylonsk mønster. Hamurabi’s love gjaldt også for Assyrien, og de blev vistnok ved at gælde efter, at Assyrien havde erhvervet sig uafhængighed.
Ved de tyske udgravninger i Assur er der kommet en mængde kileindskrifter for dagen, der skyldes fyrster i Assyrien, som i reglen kalder sig ypperstepræster for hovedguden i Assur, mens andre kalder sig "konger". En del af disse fyrster var vistnok afhængige af Babylonien, andre derimod uden tvivl uafhængige. En indskrift fra omtrent 1.120 f.Kr. lærer os to konger i Assyrien at kende fra omtrent 1800 f.Kr., Ismi-Dagan og hans søn Samsi-Raman, af hvilke den sidste i sin hovedstad byggede et tempel for guderne Assur og Raman, der 641 år efter måtte nedrives på grund af brøstfældighed. Da Egyptens konger trængte sejrende ind i Syrien og nåede Eufrat, ja måske endnu længere frem, kom kongerne i Assyrien i brevveksling med Ægyptens konge; ja et brev fra kongen i Assyrien til Egyptens konge er endnu bevaret, fundet i Tell-el-Amarna.
Om egypterne derimod med deres hære er nået frem til selve Assyrien, er højst tvivlsomt og næppe rimeligt. For øvrigt lå i denne fjerne tid de vigtigste dele af Assyrien med hovedstaden vest for Tigris. Efterhånden fik dog egnene øst for Tigris større og større betydning, og kong Salman-asaridu eller Salmanassar I (omtrent 1300-1270 f.Kr.) forlagde residensen til Kalah, hvor han byggede et stort nyt palads. For øvrigt karakteriseres dette tidsrum nærmest ved de hyppige krige med Babylon. Thi Assyrien havde efterhånden vokset sig så stærkt, at det kunne optage kampen med sine gamle herrer, babylonierne, og det undertiden med held. Ja, en konge i Assyrien, Tiglath-Ninib, kunne endda omkring år 1.275 f.Kr. indtage Babylon, der dog nogen tid efter atter var i stand til at genvinde selvstændighed. Om forholdet mellem de to riger får vi god oplysning af en tavle i kileskrift, der begynder omtrent med år 1470 f.Kr. og behandler en grænseprovins’ vekslende skæbne. Tavlen kaldes gerne, men mindre rigtigt, en babylonsk-assyrisk synkronistisk historie.
For øvrigt synes Assyrien henimod år 1.000 f.Kr. at have haft en svaghedstid, omtrent på den tid, da Kong David hævede Israel til en ikke ringe magt, som endnu stod oprejst under hans søn Salomo. Men, som vel kendt, var efter dennes død glansen forsvundet. Derimod hævede Assyrien sig atter henimod år 900 f.Kr. Kronologien står nu fast, idet vi har assyriske tabeller over de embedsmænd, efter hvem man betegnede året; de kaldes for eponymer. Listerne er temmelig ødelagte men supplerer hinanden nogenlunde. På grundlag af disse er det nu muligt med sikkerhed at tidsbestemme de enkelte kongers regeringstid.

### Tiglath Pilesar I
Allerede ved 1.120 f.Kr. havde en assyrisk konge, Tiglath Pilesar I, ladet affatte en historisk beretning om sine sejrrige felttog og om sine byggeforetagender, af hvilken 4 eksemplarer er fundne i Assur. Indskrifterne er særdeles oplysende; de fortæller blandt andet om assyriske indfald i Nordsyrien. Men fra de følgende 200 år har vi ingen lignende længere historiske indskrifter.

### Det nyassyriske rige
Se også Konger af Assyrien#Nyassyrisk periode, Mesopotamien#Det nyassyriske imperium (1000-600 f.Kr.)
Det nyassyriske rige var en tid med fremgang for riget. På denne tid udviklede Assyrien sig antagelig til det mægtigste rige i verden i sin samtid.
Længere historiske indskrifter begynder først med Assur-nasir-pal, der var konge 885—859 f.Kr. Han har efterladt sig mange indskrifter, af hvilke de fleste var indhuggede på alabastplader i det af ham i Kalah opførte palads, som Layard opdagede og udgravede, og som han kaldte »Nordvestpaladset«. Kongen foretog flere heldige krigstog til egnene nord og nordvest for Assyrien samt til Nordsyrien, hvor han trængte frem til Middelhavet.

#### Salmanassar III
Hans søn og efterfølger Salmanassar III, der var konge i Assyrien 859-828 f.Kr., i 31 år, udvidede atter riget meget, betvang således Babylon 852 f.Kr. og alle strækninger indtil den Persiske Bugt. For øvrigt var særligt Syrien genstand for hans angreb. Han kæmpede med kongerne i Hamath og Damask, som fik hjælp fra en del andre syriske konger, blandt hvilke Akhab af Israel nævnes. I spidsen for syrerne stod kongen af Damask; 849 f.Kr. var det Dadda-idri (Hadad-ezer), der i Bibelen kaldes Benhadar; 842 var denne afløst af den fra Bibelen vel kendte Hazael.
Da Jehu havde udryddet Akhab’s slægt og besteget Israels riges trone, sendte han et gesandtskab til Assyrien, hvis konge fandt det så mindeværdigt, at han afbildede dets modtagelse på den sorte marmor-obelisk, på hvilken han indhuggede en beretning om sine krigsbedrifter i de 31 år, han sad på tronen. Obelisken opstilledes i Nordvestpaladset i Kalah, i hvis ruiner Layard fandt den, og hvorfra han førte den til British Museum. Af hans søn Samsi-Raman’s historiske indskrifter erfarer vi, at en broder til denne, Assur-dan-il, omtrent 828 f.Kr. gjorde oprør mod faderen. En del af riget sluttede sig til ham, men andre dele holdt med hans broder Samsi-Raman, der 825 f.Kr. vandt overhånd og beholdt tronen til sin død 812.

#### Raman-nirari II
Hans søn og efterfølger Raman-nirari II (812-782 f.Kr.) førte forskellige krige, som han beskriver i sine indskrifter. Blandt andet overvandt han kongen af Damask, som han kalder Mari. Af en indskrift på en statue af guden Nebo erfarer vi, at hans dronning hed Sammuramat (Semiramis).
Efter ham følger tre konger, af hvilken ingen har efterladt sig historiske indskrifter; men vi får gode oplysninger om tidens begivenheder af en historisk tabel i kileskrift, der behandler tidsrummet 817-723 f.Kr. og anfører de vigtigste begivenheder for hvert år. En af kongerne fra denne tid, Assur-nirari (754-746 f.Kr.), synes at have været en lidet duelig konge, under hvem der pågik mange uroligheder. Muligvis falder i denne tid profeten Jonas’ prædiken i Ninive. Til sidst udbrød der oprør i hovedstaden Kalah, under hvilket kongen vel har mistet Livet.
Kong Asurnasirpal II (800-tallet f.Kr.) førte en række krige. Mange indskrifter fortæller om hans gerninger og den grusomme behandling, som han gav sine fjender. Han gjorde Kalah til sin hovedstad.
Adad-Nirari II og Tukulti-Ninurta II kæmpede mod aramæerne og sørgede for, at babylonerne mistede et stort territorium. Til trods herfor blev indgået fredsaftaler mellem assyrerne og babylonerne, som skulle vare i en periode fremover.
Hans søn og efterfølger Salmanassar III fortsatte krigene og gjorde flere riger tributpligtige (skattepligtige). Han kæmpede især mod arameerne og kongerne Ben Hadad II og Hasael. Han hævder i en indskrift at blandt andet have modtaget en tribut fra kong Jehu i nordriget i Israel. Salmanassar indgik også en traktat med Babylonien.
Efter ham fulgte hans søn Shamshi-Adad V. Da Shamshi-Adad døde, virkede hans kone Shammu-Ramat som regent i en periode, fordi sønnen Adad-Nirari III fortsat var meget ung. Adad-Nirari rettede i sin regeringstid et angreb mod Damaskus og gjorde Syrien tributpligtig. Han blev efterfulgt af tre sønner på rad, Salmanassar IV, Assur-Dan III og Assur-Nirari V. I deres regeringstid måtte assyrerne bruge tid og kræfter på indre stridigheder.

#### Tiglath Pilesar
Men nu fremstod der en kraftig mand, Tiglath Pilesar, der gjorde sig til rigets hersker og hurtigt bragte det på fode igen. Han trængte sejrrigt ind i Babylonien og vendte sig derpå imod Syrien, hvor han havde stor fremgang. Først (743-739 f.Kr.) indtog han Arpad og Hamath, slog Rezin, konge af Damask, og hyldedes som overherre, blandt andet af Menahem, konge i Samaria, af Azarja (Usia) i Jerusalem og af Hiram i Tyros. Senere (734—732 f.Kr.) faldt han atter ind i Syrien, hvor blandt andet Rezin havde gjort oprør, Damask blev indtaget, og riget omdannedes til assyrisk provins. Pekah, Israels Konge, blev overvundet, og mange af hans undersåtter bortførtes til Assyrien, især fra egnene hinsides Jordan. Han hyldedes også som overherre af kongen af Juda, som han kalder Jaukhas, det vil sige Akhas. Endnu engang sendte denne assyrerkonge sine hære ind i Syrien, nemlig 729 f.Kr., da Pekah i Israel var blevet myrdet af Hosea, som han kalder Ausi, og da Tyros havde gjort oprør. Han synes også at have foretaget et felttog imod øst gennem en del af Persien. Han kronedes 732 f.Kr. til konge over Babylon. Han byggede også et palads i hovedstaden Kalah; men det nedreves af de følgende konger, der tilhørte en anden slægt.

#### Salmanassar IV og Sargon
Han efterfulgtes 728 af sin søn Salmanassar V. som kontrollerede store landområder og spillede en vigtig rolle i begivenheder i området. I denne tidsperiode ødelagde assyrerne nordriget i Israel.
Salmanassar belejrede Tyros og tvang byen til at kapitulere. Men han nød ikke længe frugterne af sine sejre. Han styrtedes af Sar-ukin, som i Bibelen (Esaias 20, 1) kaldes Sargon, der blev en af de mægtigste konger i Assyrien (722-705 f.Kr.). Ganske vist gjorde Babylon sig uafhængig 722 f.Kr. og kårede Merodak-Baladan til konge, men efter 12 års regering blev han forjaget af Sargon, der nu også blev konge i Babylon (710 f.Kr.). I begyndelsen af sin regering havde Sargon slået kongen af Gaza, Hanon, der fik hjælp fra Egypten, som ville understøtte Hosea mod assyrerne, men uden held. I 711 f.Kr. gjorde filisterbyen Asdod oprør, hvad der førte til et assyrisk felttog mod byen. Dette felttog blev ikke ledet af kongen selv, men af hans tartan (feltmarskal). Sargon førte også med fremgang krige med andre nabofolk i Armenien, Medien og Arabien. Han byggede sig tillige et stort residensslot nordøst for Ninive på et sted, der senere er blevet kendt som Khorsabad. Det var udsmykket med billedværker og historiske indskrifter
Sargon havde skiftende held med sin krigsførelse, men han formåede at holde truslen fra Urartu i skak. Han fik endog perserne til at betale tribut. Med tiden kontrollerede han det meste af Mellemøsten. Den babylonske kong Merodak-Baladan II kæmpede imod assyrerne på denne tid.

#### Senakherib
Da Sargon i 705 f.Kr. blev myrdet, besteg hans søn Senakherib eller Sanherib tronen, men mange af de betvungne byer og provinser gjorde oprør. Sankerib gjorde meget for at opretholde det rige, som hans fader havde grundlagt. Han udkæmpede en række krige, også mod Egypten. Bibelen fortæller om det angreb, som Sankerib rettede mod sydrigets konge Hiskia. Sankerib sørgede for, at Merodak-Baladan til sidst blev sendt i landflygtighed.
Senakherib søgte straks at betvinge dem til dels med held. Således blev Babylon indtaget, bjergfolket kassiterne slagne, fønikerne og andre syriske folk blev ligeledes overvundne, men i det sydlige Syrien, på et tog imod Juda, der skulle danne indledningen til et angreb på Ægypten, ramtes hans hær af et stort uheld, der nødte ham til skyndsomst at vende hjem med resterne af hæren. Dette skete henimod år 700 f.Kr. Det var rimeligvis en pestagtig sygdom, der bortrev største delen af hans hær. Ægypterne tilskrev naturligvis, efter hvad Herodot (II, 141) siden lod sig fortælle, deres guder og disses præster denne vidunderlige frelse fra en overhængende fare, men Bibelen (Esaias 37, 36; 2. Kong. 19, 35—36) giver bedre besked. En række oprør blev følgen af det store tab. Særlig hård blev kampen med Babylon, som fortsattes i årevis, og som endte med den store stads fuldstændige ødelæggelse. Senakherib opgav sin fader Sargon’s residens og valgte Ninive til hovedstad. Han byggede to paladser, et på hver af stedets to naturlige høje, Kujundshik og Nebi Junus. Som sin fader blev han myrdet. Mordet foregik 680 f.Kr. i et tempel og skyldtes en eller to af hans sønner. Ingen af dem kom dog i besiddelse af tronen, som en tredje broder, Assurhaddon, besteg.

#### Assurhaddon
Sankerib blev til sidst myrdet og efterfulgt af sønnen Asarhaddon. Asarhaddon var meget plaget af sygdom, men han udførte vigtige ting i løbet af sin regeringstid, således at genoppbygge Babylon. Han bekæmpede skyterne i øst og kimmerne i nord. Han opnåede også at få indflydelse over Egypten.
Assurhaddon betvang atter Syrien og andre frafaldne provinser, men for øvrigt gjorde han sig mest kendt ved genopbyggelsen af det helt ødelagte Babylon og ved sine heldige tog imod Ægypten. Han byggede sig en ny residens, der desværre er meget ødelagt. For øvrigt synes han at have været en mere human hersker end sin fader. Inden sin død overdrog han (668) Assyrien til sin Søn Assur-bani-pal, der i mange år blev rigets hersker (667—626 f.Kr.); en yngre søn Saul-sum-ukin fik Babylon som underkonge.

#### Assur-bani-pal
Asarhaddon døde, mens han var på rejse, og sønnen Assurbanipal efterfulgte ham. Assurbanipal regnes for den største af assyrerkongerne. Selv holdt han sig stort set i ro hjemme, mens han ledede operationer rundt omkring i riget. Han hadde kontakt med Lydiens konge Gyges. Da Gyges allierede sig med egypterne mod Assyrien, trak Assurbanipal støtten tilbage, og Lydien blev invaderet af kimmererne.
I sine første år foretog Assur-bani-pal flere tog til Ægypten, som kostede mange menneskeliv, og det samme var tilfældet i de hårde kampe, som han der efter måtte bestå, dels med Babylon, hvormed han til sidst fik bugt, dels med Elam, hvis kraft også blev brudt. Hertil kom nu andre for Assyrien mindre heldige omstændigheder. Mens der tidligere i nabolandene kun havde været småriger, som nok kunne slutte forbund, men hvis sammenhæng kun var løs, dannede der sig fra henved år 700 f.Kr. flere større riger, der kunne blive farlige modstandere, således Lydien, Armenien, Medien og flere andre. Allerede under Assurhaddon begyndte dybere tænkende assyrere at nære bange anelser om kommende store ulykker; disse giver sig til kende i en række hymner til solguden. I de officielle indskrifter taltes der lige til det sidste kun om sejre og byggeforetagender.

### Sene konger
I slutningen af 600-tallet f.Kr., efter at Assurbanipal var død, begyndte riget at gå i opløsning. Hans to tvillingsønner efterfulgte ham i tur og orden som konger, samtidig som der opstod stridigheder om magten. Til sidst blev Assyrien angrebet af hære hørende under babylonernes konge Nabopolassar og medernes konge Kyaxares, som indtog, plyndrede og lagde de store assyrerbyer Assur, Kalhu og Ninive i aske. Assur-Uballit II gjorde et forsøg på at fortsætte rigets styre fra Karan, men mistete magten efter ganske kort tid.
Efter Assur-bani-pal herskede endnu to konger i Assyrien, men vi ved intet nærmere om dem lige så lidt som om Assur-bani-pal’s sidste tid. Det er at formode, at de såkaldte skytiske indfald, bestående af nomader fra Mellemasiens stepper, som Herodot hørte om, har svækket Assyrien således, at riget til sidst blev et bytte for nabofolkene, der i bund og grund ødelagde de store og rige assyriske stæder. Folket rejste sig aldrig mere; også det assyriske sprog måtte snart vige for aramæisk. Landet benævnes af aramæerne Athuria, og det samme navn finder man også i de akhæmenidiske kongers indskrifter i Persien. Nærmere detaljer om rigets undergang, der nok fandt sted henved år 606 f.Kr., er ikke kendt.

## Opdagelsen af Assyrien
De første udgravninger af assyriske ruinhøje fandt sted i 1830-1840'erne, der bl.a. tjente datidens kolonialisters markering i Orienten. Udgravningerne skyldtes enkeltes nysgerrighed om det i græske kilder og Biblen nævnte Assyrien. De første udgravninger var i byhøjene Ninive (ved Mosul), Khorsabad lidt nordøst herfor samt Nimrud noget sydligere.
Udgravningerne foregik ikke arkæologisk i nutidig forstand men havde form af skattejagt, fordi formålet var at finde ruiner og i særdeleshed antikviteter, der kunne bringes hjem og fastslå kolonimagternes storhed på British Museum i England og i Louvre i Frankrig. De paladser, der gradvist afdækkedes, var stort set alle ødelagt af brand. De mange assyriske paladsrelieffer og inskriptioner på væggene vakte opsigt, og en stor del blev hugget i mindre stykker og fragtet til Europa. Mange genstande og optegnelser er gået tabt under afdækkelse og transport.
I de assyriske paladser lå mange lertavler med kileskrift. I Ninives endda Assurbanipals bibliotek med titusinder af lertavler med kataloger og litteratur fra hele Mesopotamien.
Navnet på det fag, der beskæftiger sig med oldtidens Mesopotamien, assyriologi (læren om Assyrien), er opkaldt efter Assyrien, fordi det netop opstod i forbindelse med opdagelsen af tekster fra Assyrien.
Sammen med inskriptioner fra paladserne og kileskriftens svar på hieroglyffernes rosettesten: Klippeinskriptionerne i Bisutun, lykkedes det gradvist og gennem de næste årtier at tyde akkadisk.